# Camillina antigua
Camillina antigua är en spindelart som beskrevs av Norman I. Platnick och Mohammad U. Shadab 1982. Camillina antigua ingår i släktet Camillina och familjen plattbuksspindlar. Inga underarter finns listade.